# Servicio de Colonias Penitenciarias Militarizadas
La Servicio de Colonias Penitenciarias Militarizadas (SCPM) fue un organismo español, de jurisdicción militar, que existió durante el período de la dictadura franquista y estuvo encargado del uso de una parte de la población penitenciaria en la realización de obras públicas.

## Historia
El Servicio de Colonias Penitenciarias Militarizadas fue creado por el régimen franquista el 8 de septiembre de 1939, con el objetivo teórico de facilitar que una parte de la población reclusa pudiera redimir su condena a través de su participación en obras de «utilidad nacional». En la práctica, sin embargo, constituían una mano de obra barata y cualificada para su utilización en obras públicas. El término «Colonias Penitenciarias Militarizadas» era en sí un eufemismo para referirse a los campos de concentración franquistas, que entonces se encontraban abarrotados. 
El nuevo organismo quedó bajo la jefatura del coronel Juan Petrirena Aurrecoechea, con sede en Madrid. El organismo se estructuró de forma militar, en batallones y agrupaciones, contando también con jefes y oficiales del ejército como personal responsable. El personal recluso de las Colonias Penitenciarias Militarizadas tomó parte en numerosas obras públicas durante la posguerra, como la construcción de las presas de los ríos Guadiana, Tajo o Guadalquivir. No obstante, la obra más destacada en la que intervinieron los presos fue el Canal del Bajo Guadalquivir, cuyos trabajos transcurrieron entre 1940 y 1962. También intervendrían en la construcción de ferrocarriles, como fue el caso de la línea Andorra-Escatrón, carreteras, pantanos, canales de riego, etc. En octubre de 1960 se decretó la supresión del Servicio de Colonias Penitenciarias Militarizadas.